# Astroblepus orientalis
Astroblepus orientalis is een straalvinnige vissensoort uit de familie van de klimmeervallen (Astroblepidae). De wetenschappelijke naam van de soort is voor het eerst geldig gepubliceerd in 1903 door George Albert Boulenger.
De soort werd verzameld in de rivieren Albirregas en Milla in de noordelijke Andes boven Mérida (Venezuela). De totale lengte is ongeveer 8 centimeter. 